# カナダAM
『カナダAM（Canada AM）』は、カナダ・CTVで1972年から2016年まで放送されていた朝のテレビニュース番組。最後のホストはビバリー・トムソンとマルシ・イエンで、ジェフ・ハッチソンが天気予報とスポーツを務めた。平日に放送され、トロントのスカーバローにある9 チャンネル・ナイン・コートのCTV施設で制作された。
この番組は、カナダ東部のCTVのローカル直営放送局（O&O）とロイドミンスターの提携局CITL-DTに加え、ニューファンドランド・ラブラドール州セントジョンズの独立放送局CJON-DT（NTV）と、同ネットワークの24時間全国ニュースサービスであるCTVニュースチャンネルでも放送された。2011年8月29日に『CTVモーニングライブ』という独自の完全ローカルの朝のニュース番組が開始されるまで、カナダ西部のCTVのO&Oで放送されていた。

## 歴史
CTVが初めて朝の番組に挑戦した『ブライト・アンド・アーリー（Bright and Early）』は1966年に始まり、翌年打ち切られた。プレゼンターの中には、将来連邦自由党の閣僚となるジム・フレミングがおり、ニュースのヘッドラインを読んでいた。
バンクーバーのCTV提携局CHAN-TVの責任者レイ・ピーターズ（Ray Peters）はNBCの『トゥデイ・ショー』の熱心な視聴者であり、アメリカのネットワークに対抗するために朝の番組を復活させるようCTVに働きかけた。ピーターズは当初、番組をバンクーバーで制作するつもりだったが、CFTO-TVのオーナーであるジョン・バセットを参加させるためにトロントを拠点とする制作に同意した。この90分間の番組は、1972年9月11日に『カナダAM（Canada AM）』というタイトルで開始され、キャロル・テイラーとパーシー・サルツマンがホストを務め、デニス・マッキントッシュがニュースリーダーを務めた。テイラーは1973年に番組を離れ、『W5』のホストとなり、エレイン・カレイが後任となった。しかし、カレイは数ヶ月以内に番組を離れ、代わりにヘレン・ハッチンソンが後任となり、ハッチンソンはしばらくの間、夕方のニュースマガジンシリーズ『W5』共同ホストとしての任期と並行して務めた。長年ホストを務めたノーム・ペリーは1975年に加わり、1990年まで番組に携わり、番組史上最長の共同ホストとなった。

### 2008年以前
1990年代と2000年代の殆どで、『カナダAM』の放送時間は一貫して2時間半で、現地時間の6:30から9:00まで放送され、殆どの系列局は前日夜の深夜のローカルニュースを6:00に繰り返し放送していた。この番組は東部時間帯向けにライブで制作されているため、カナダ大西洋岸では番組が7:30～10:00（大西洋時間）/8:00～10:30（ニューファンドランド時間）に「遅延」する。
最初の30分間は通常、ニュースのヘッドライン、スポーツ、天気の要約で構成され、その後にビジネス・ニュース・ネットワークによって制作された長いビジネスニュースコーナーが続く。数年間、6:30の30分間は、実際には『AMビジネス（AM Business）』として知られる半自律的な番組だった。7:00以降、番組はアメリカの対応番組により近い形式を使用した。CTVのバンクーバー提携局としての最後のシーズンでは、CHAN-TV（放送では「BCTV」として知られる）は朝のニュース番組を優先して最初の30分間を先取りし、最終的に『カナダAM』の残りを1時間、つまり8:00から10:00まで遅らせた（以下で説明する追加の時間は含まれていない）。
この番組には、30分ごとに各局のローカルアンカーからのニュース更新の飛び降り点も含まれている。同ネットワークは、飛び降りを使用していない放送局と CTVニュースチャンネルの代替の国内コーナーを常に制作する。
2000年秋、CTVはNBCの『トゥデイ』の拡張に合わせて、O&Oや一部の提携局で放送される現地の9:00～10:00までの『カナダAM』を1時間追加することを決定した。これには、「コーヒートーク（coffee talk）」コーナーやその他のライフスタイル特集が含まれる。 その結果、CTVは最近名前が変更された『ライブ・ウィズ・レジス・アンド・ケリー』を削除した。『ライブ』は引き続きアメリカ国内で高い視聴率を得ていたため、カナダのネットワークは2001年秋にトーク番組を再び追加し、殆どの地域で「コーヒートーク」の時間を10:00まで上げた後、シーズン後半に最後の1時間を完全に放棄した。
1990年代の初めから半ばにかけて、1時間の週末版も放映したが、これは基本的にその週のレギュラー番組の「ベスト」パッケージであった。別の週末番組『グッド・モーニング・カナダ』は2000年代初頭に開始されたが、地元の放送局からのコーナーを使用して事前に録画されていた。2009年に終了された。
2008年1月28日に形式が変更され、番組は平日の6:00から正午までの6時間の生番組に拡大された。全国のローカルCTV加盟局は、現地時間6:00～9:00（大西洋時間7:00～10:00、ニューファンドランド時間7:30～10:30）まで『カナダAM』を生放送し、6時間の生放送はCTV Newsnetで放映された。東部標準時6:00～6:30までの間は「アーリー・エディション（Early Edition）」で、元々は東部、大西洋、ニューファンドランドのタイムゾーンでのみ放映されていたが、CTV Newsnetではまだ放映されていた。
形式の変更は、カナダ西部のCTVブリティッシュコロンビアから、バンクーバーのホストミジョン・リーと気象プレゼンターのレナ・ヒア、トロントのニュースアンカーオマール・サチェディナで構成されている2番目のオンエアチームが追加されたことで特徴付けられた。東部から西部のホスティングチームへの移行は太平洋時間7:00（東部時間10:00）に行われ、つまり、アルバータ州、ブリティッシュコロンビア州、サスカチュワン州の一部の視聴者のみが地元のCTV加盟局で西側チームを視聴したが、他の全てのカナダ人は、CTV Newsnetまたはケーブルプロバイダーが運営する市場外のCTV加盟局で西側チームを視聴できた。
2008年6月6日、バンクーバーのCKNWは、『カナダAM』のバンクーバーを拠点とする部分の終了を報じた。ミジョン・リーとレナ・ヒアの伝記は同日、番組のウェブサイトから削除された。CTVは番組の元の形式に戻すことを発表し（追加の6:00～6:30の30分間も同様に継続される）、この決定はカナダ西部からの視聴者からのフィードバックに応じて、以前の形式を好むことを示していると述べた。
数週間前、CTVは毎時00分と30分に表示されていた追加のローカルニュースコーナーを終了し、25分と55分にのみ更新するように戻した。
西部版の終了後、CTVは2008年9月まで東部時間9:00の『カナダAM』を制作し続けた。この3ヶ月間、CTV Newsnetは、終了された西部版に代わるものとして、東部時間6:00～10:00（太平洋時間3:00～7:00）の4時間の『カナダAM』と、東部時間10:00～正午の2時間の独自のニュースコンテンツを放送した。CTVブリティッシュコロンビアも元のローカル更新に戻した（2009年3月に終了されるまで）。
『カナダAM』の東部時間9:00の時間は、タイムゾーンに応じてメインネットワークで異なる方法で処理された。
- 東部標準時、大西洋標準時、ニューファンドランド標準時の視聴者は、東部時間9:00版がケーブルでのみ利用可能だったため、スケジュールの違いに全く気づかなかった。
- 太平洋標準時の視聴者は、東部版の2時間目と3時間目を見ることができたが、最初の1時間は太平洋時間6:00の東部時間9:00のライブ版で先取された。東部版の最初の1時間は、太平洋時間3:00～4:00の間のみCTV Newsnetで見ることができた。

『カナダAM』の東部時間9:00の時間が終了された後、CTV Newsnet（後にCTVニュースチャンネルに改名）は、マルシ・イエンが提供する独自のニュースコンテンツの追加の1時間の放送を開始した。以降、6:00の『アーリー・エディション』を含め、時間帯をずらさずに放送された。

### 2009年から2016年まで
2009年3月、CTVはローカル局のコストを削減するために、殆どの市場でローカル飛び降りニュース更新を停止した。2つの例外は、CTVトロント（『カナダAM』が制作されている場所）とCTVアトランティック（姉妹チャンネルCTV Twoアトランティックの朝の番組のために既に手元にあるスタッフを再利用している）である。民間提携局のNTVも、ローカルニュース更新に引き続き飛び降りを利用している。
2011年のベル・カナダによるCTVの再買収の一環として、CTVの新しい所有者であるベル・メディアは、同年秋にウィニペグ、レジャイナ、サスカトゥーン、エドモントン、カルガリー、バンクーバーにある同ネットワークの放送局で制作される新しい全ローカルの朝のニュース放送（『CTVモーニングライブ』というタイトル）の立ち上げを発表した（後者の3つの市場では、グローバル加盟局の朝のローカルニュース放送は、通常、その時点で『カナダAM』よりも高い視聴率を得ていた）。その結果、『カナダAM』はCTVが直営するカナダ西部の放送局では放送されなくなり、CTVニュースチャンネルか、ロイドミンスターやカナダ東部の市場外のCTV加盟局でのみ放送されるようになった。
新番組は、カナダ東部のベル・メディア傘下で制作された既存のローカルの朝の番組、つまりトロントの『CP24ブレックファスト』、オタワとカナダ大西洋州の『CTVモーニングライブ』を補完する。ただし、既存の番組は、それぞれの市場のCTV加盟局で『カナダAM』に取って代わるものではなかった。代わりに、共同所有のローカルアウトレット（それぞれCP24、CTV Twoオタワ、CTV Twoアトランティック）で全国放送と競合して放映される。
シーマス・オレガンは2011年11月24日に番組を離れ、『CTVナショナルニュース』の特派員になった。2012年1月9日に産休から復帰したマルシ・イエンが共同ホストを引き継いだ。ニュースリーダーとしてのイエンの前職の代わりは指名されておらず、トムソンとイエンが交互に30分毎にニュースのヘッドラインを読む義務を負っていた。
2016年6月2日、CTVは、約44年間放送された『カナダAM』が終了され、翌日シリーズのフィナーレを放送すると発表した。次の月曜日、同年6月6日、後継番組『ユア・モーニング』が発表された。2016年8月22日の初回以来、アン＝マリー・メディウェイクとベン・マルロニーがホストを務めている。
トレイシー・メルチョーが休職した後、イエンはすぐに『ザ・ソーシャル』の代理共同ホストとして参加し、2017年に番組の恒久的な共同ホストとなり、2020年までその地位にとどまり、ビバリー・トムソンはCTVニュースチャンネルの特派員になった。ジェフ・ハッチソンは既に引退の計画を発表していた。

## テーマ曲
1970年代と1980年代の数年間、テーマ音楽はムーディー・ブルースの「Ride My See-Saw」のインストゥルメンタルバージョンであり、ロニー・アルドリッチとロンドン・フェスティバル・オーケストラによって録音された。同じ時代、CTVのニュースマガジンシリーズ『W5』はスーパートランプの「Fool's Overture」を使用していた。

## 出演者

### ホスト
- パーシー・サルツマン（英語版）、キャロル・テイラー（英語版）:1972年 - 1973年[16]
- パーシー・サルツマン、エレイン・カレイ（英語版）:1973年 - 1973年[16][17]
- パーシー・サルツマン、ヘレン・ハッチンソン（英語版）:1973年 - 1974年[16][17]
- ピエール・パスコー（英語版）、ヘレン・ハッチンソン:1974年 - 1975年[16][17]
- ノーム・ペリー（英語版）、ヘレン・ハッチンソン:1975年 - 1978年[18]
- ノーム・ペリー、ゲイル・スコット（英語版）:1978年 - 1981年[18]
- ノーム・ペリー、パメラ・ウォーリン（英語版）: 1981年 - 1985年[18]
- ノーム・ペリー、リンダ・マクレナン（英語版）: 1985年 - 1987年[18]
- ノーム・ペリー、ナンシー・ウィルソン（英語版）:1987年 - 1989年[18]
- ノーム・ペリー、デボラ・マクレガー:1989年 - 1990年[18]
- J・D・ロバーツ（英語版）、デボラ・マクレガー:1990年 - 1991年[18]
- J・D・ロバーツ、パメラ・ウォーリン:1991年 - 1992年[18]
- キース・モリソン（英語版）、パメラ・ウォーリン:1992年 - 1992年[18]
- キース・モリソン、ヴァレリー・プリングル（英語版）:1992年 - 1994年[18]
- ダン・マセソン（英語版）、ヴァレリー・プリングル:1995年 - 2001年[18]
- リサ・ラフラム、ロッド・ブラック（英語版）:2001年 - 2002年[18]
- リサ・ラフラム、 シーマス・オレガン（英語版）:2002年 - 2003年[18]
- シーマス・オレガン、ビバリー・トムソン（英語版）:2003年 - 2011年[18]
- ビバリー・トムソン、マルシ・イエン（英語版）:2011年 - 2016年[18]

### 天気/スポーツアンカー
- パーシー・サルツマン（英語版）:1972年 - 1974年[18]
- ウォーリー・マクト:1977年 - 1987年[18]
- ダン・マセソン（英語版）:1987年 - 1995年[18]
- ロッド・ブラック（英語版）:1995年 - 1997年[18]
- ジェフ・ハッチソン（英語版）:1998年 - 2016年[18]

### ニュースアンカー
- デニス・マッキントッシュ:1972年 - 1977年[19]
- ウォーリー・マクト:1977年 - 1980年[20]
- サンディー・リナルド（英語版）:1980年 - 1985年[18]
- トム・クラーク（英語版）:1986年 - 1987年[18]
- テリリン・ジョー:1987年 - 1992年[18]
- サリア・アシュラス（英語版）:1992年 - 1993年[18]
- ウェイ・チェン（英語版）:1993年 - 1998年[18]
- レスリー・ジョーンズ:1998年 - 2003年[18]
- マルシ・イエン（英語版）:2003年 - 2011年[18]